# Hannu Haarala
Hannu Haarala est un footballeur finlandais né le 15 août 1981 en Finlande.

## Palmarès
FC Honka
- Coupe de la Ligue de Finlande
  - Vainqueur (1) : 2010